# روغن راسو

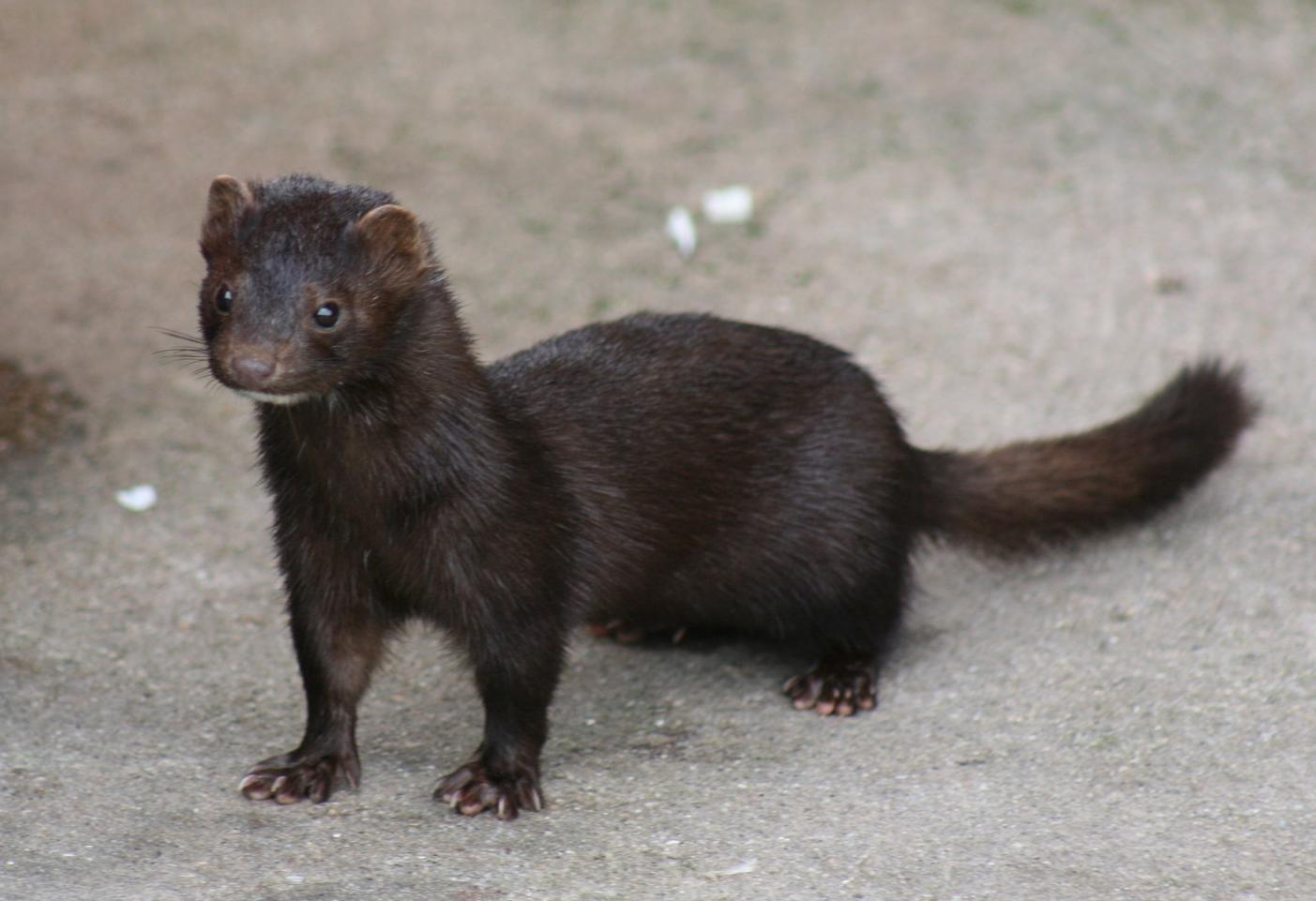
راسوی آمریکایی (Neogale Vison)

روغن راسو یا روغن مینک روغنی است که در محصولات پزشکی و آرایشی استفاده می‌شود. این ماده با تولید چربی راسو که از پوسته‌های مخصوص صنعت خز برداشته شده‌است، به دست می‌آید.
برخلاف اصطلاحی که روی محصولات با برچسب «روغن راسو» وجود دارد، بسیاری از نسخه‌های تجاری به اصطلاح نرم‌کننده چرمی دارای هیچ روغن طبیعی راسو نیستند.